# Dreibeinfisch
Der Dreibeinfisch (Bathypterois grallator) ist ein Tiefseefisch der Gattung Bathypterois aus der Familie der Netzaugenfische (Ipnopidae). Die Art lebt im Atlantik, im westlichen Indischen Ozean und im Pazifik auf dem Bodengrund der Tiefsee in einer Tiefe von 880 bis 4720 m.

## Merkmale
Bathypterois grallator ist mit durchschnittlich etwa 30 und maximal etwa 37 Zentimetern Länge die größte Art der Gattung. Der Körper ist mäßig langgestreckt und schlank. Die Grundfärbung ist schwarz, wobei die Poren des Seitenlinienorgans und die Taschen der Schuppen weiß abgesetzt sind und die Rückenflosse unpigmentiert ist. Der erste der acht Strahlen der Bauchflossen ist kräftig und stark verlängert und erreicht 104 bis 144 % der Standardlänge des Tieres. Der zweite Strahl ist dünn und dem ersten angelagert. Der unterste Strahl der Schwanzflosse ist ebenfalls stark verlängert und erreicht 97 bis 134 % der Standardlänge. Die seitlich sitzenden Augen sind klein. Die Zähne sind nach hinten gebogen, an der Spitze gesägt und im Oberkiefer größer als im Unterkiefer.
Die Brustflossen weisen sieben bis zehn äußerlich sichtbare, mäßig verlängerte Strahlen auf, die von oben nach unten kürzer werden. Über diesen sitzen zwei, darunter ein oder zwei sehr kurze, rudimentäre Strahlen. Die Rückenflosse setzt hinter den Brustflossen und kurz vor der Afterflosse an. Beide unpaare Flossen weisen 12 oder 13 Strahlen auf. Eine Fettflosse fehlt. Die Zahl der Kiemenreusendornen am ersten Bogen beträgt auf dem oberen Ast 8 bis 9 und auf dem unteren 19 bis 23, ein weiterer Dorn sitzt am Winkel dazwischen. 

## Lebensweise
Dreibeinfische halten sich einzeln in Bodennähe auf. Sie setzen die drei verlängerten Strahlen der Bauch- und Schwanzflossen ein, um auf dem Meeresboden zu stehen, wobei der Kopf der Strömung entgegengehalten wird. Diese Strahlen erscheinen beim Schwimmen flexibel, können aber zum Stehen versteift werden. Die Tiere ernähren sich vorwiegend von Ruderfußkrebsen und anderen kleinen Krebstieren.
Sie sind zwittrig und zumindest eine Larvenform scheint sich im offenen Wasser aufzuhalten.